# Bad Company (album)
Bad Company è il primo album in studio del gruppo hard rock britannico Bad Company, pubblicato nel 1974.

## Il disco
Il disco è stato registrato nel 1973 presso la Headley Grange, nell'East Hampshire, in Inghilterra e in parte presso il Ronnie Lane's Mobile Studio di Ronnie Lane. È stato pubblicato dalla Swan Song Records, etichetta dei Led Zeppelin.
L'album è rimasto per 25 settimane nella classifica Official Albums Chart, entrando alla posizione #10 e raggiungendo anche la terza posizione. Ha avuto molto successo anche negli Stati Uniti raggiungendo la prima posizione della classifica Billboard 200.
I singoli estratti dall'album sono stati Can't Get Enough e Movin' On.
La copertina è stata curata dallo studio Hipgnosis.

## Tracce
Side 1
1. Can't Get Enough (Mick Ralphs) – 4:16
2. Rock Steady (Paul Rodgers) – 3:46
3. Ready for Love (Ralphs) (Mott the Hoople cover) – 5:01
4. Don't Let Me Down (Rodgers, Ralphs) – 4:22

Side 2
1. Bad Company (Rodgers, Simon Kirke) – 4:50
2. The Way I Choose (Rodgers) – 5:05
3. Movin' On (Ralphs) – 3:21
4. Seagull (Rodgers, Ralphs) – 4:06

## Formazione
- Paul Rodgers – voce, chitarre (brano 1), piano (brani 4, 5), tamburello (brano 8)
- Mick Ralphs – chitarra, tastiere (brano 3)
- Boz Burrell – basso
- Simon Kirke – batteria

## Altri musicisti
- Sue Glover e Sunny Leslie - cori (brani 4, 7)
- Mel Collins - sassofono (brano 4)

## Classifiche
| Classifica (1974) | Posizione raggiunta |
| ----------------- | ------------------- |
| Canada            | 7                   |
| Regno Unito       | 3                   |
| Stati Uniti       | 1                   |